# Fichtenberg (wzgórze)
Fichtenberg – wzgórze w północno-wschodniej części Frankfurtu nad Odrą, nieopodal drogi krajowej B112 (po jej wschodniej stronie) i nadodrzańskich terenów zalewowych między Frankfurtem nad Odrą a Lebus.
Wysokość wzgórza wynosi 49,9 m.